# Hönshirser
Hönshirser (Echinochloa) är ett släkte av gräs. Hönshirser ingår i familjen gräs.

## Bildgalleri

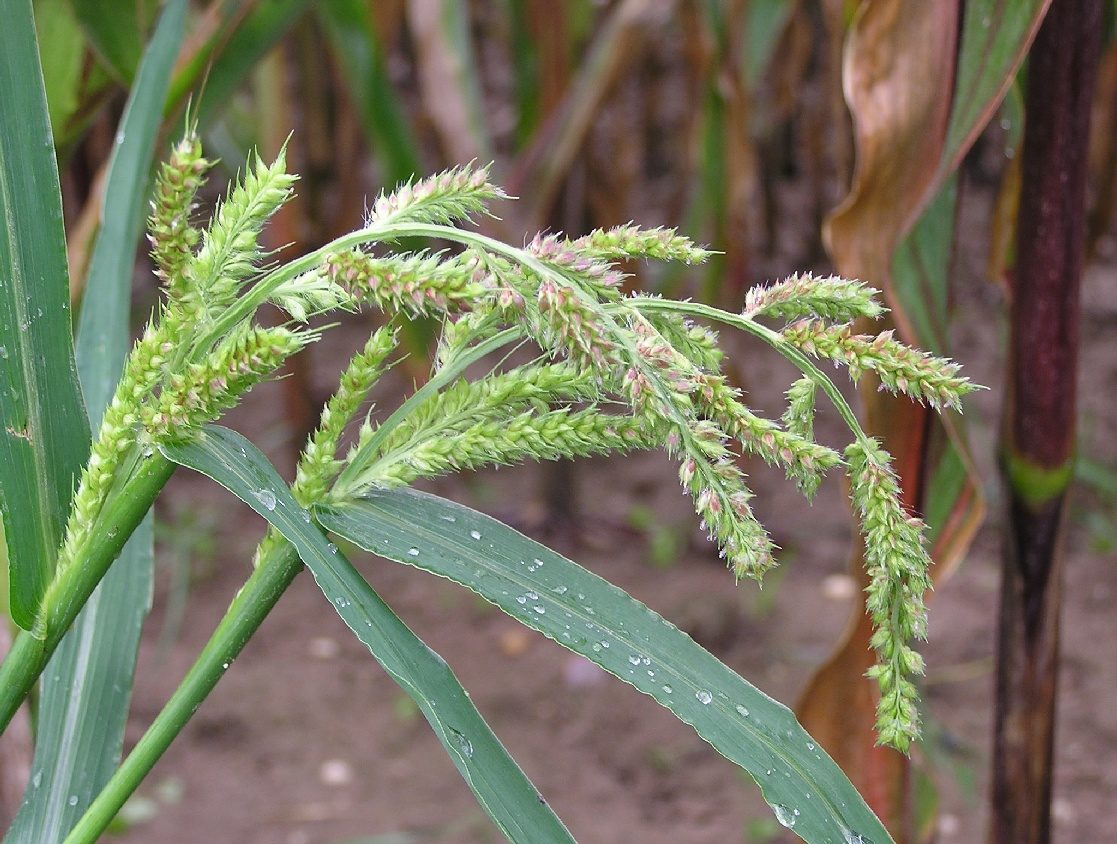
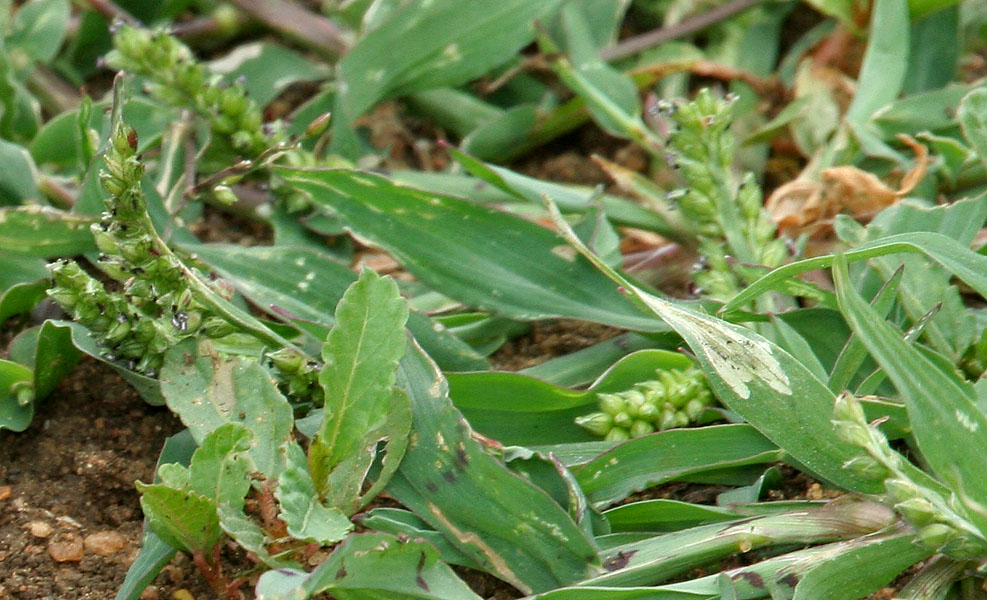
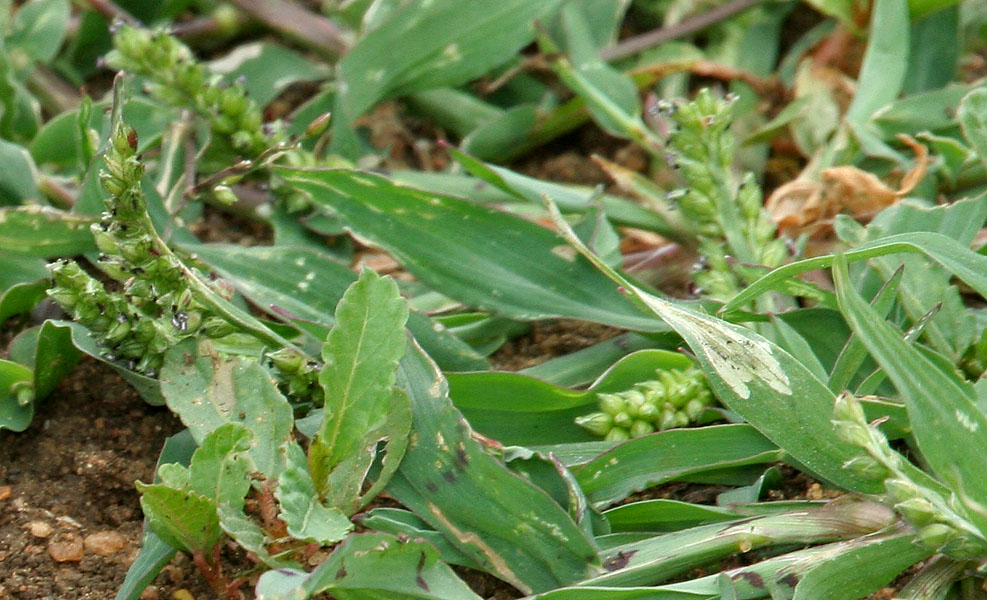
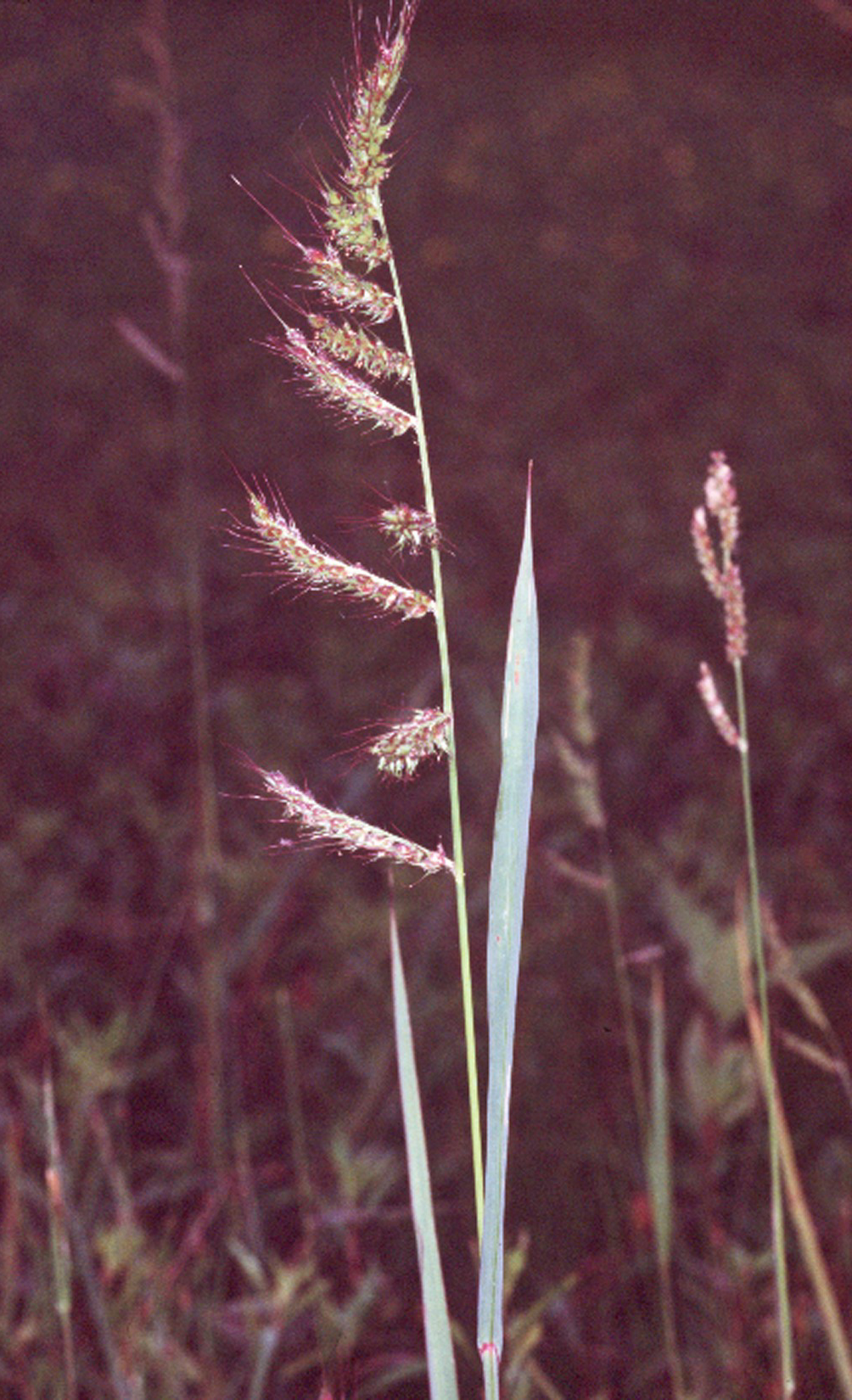
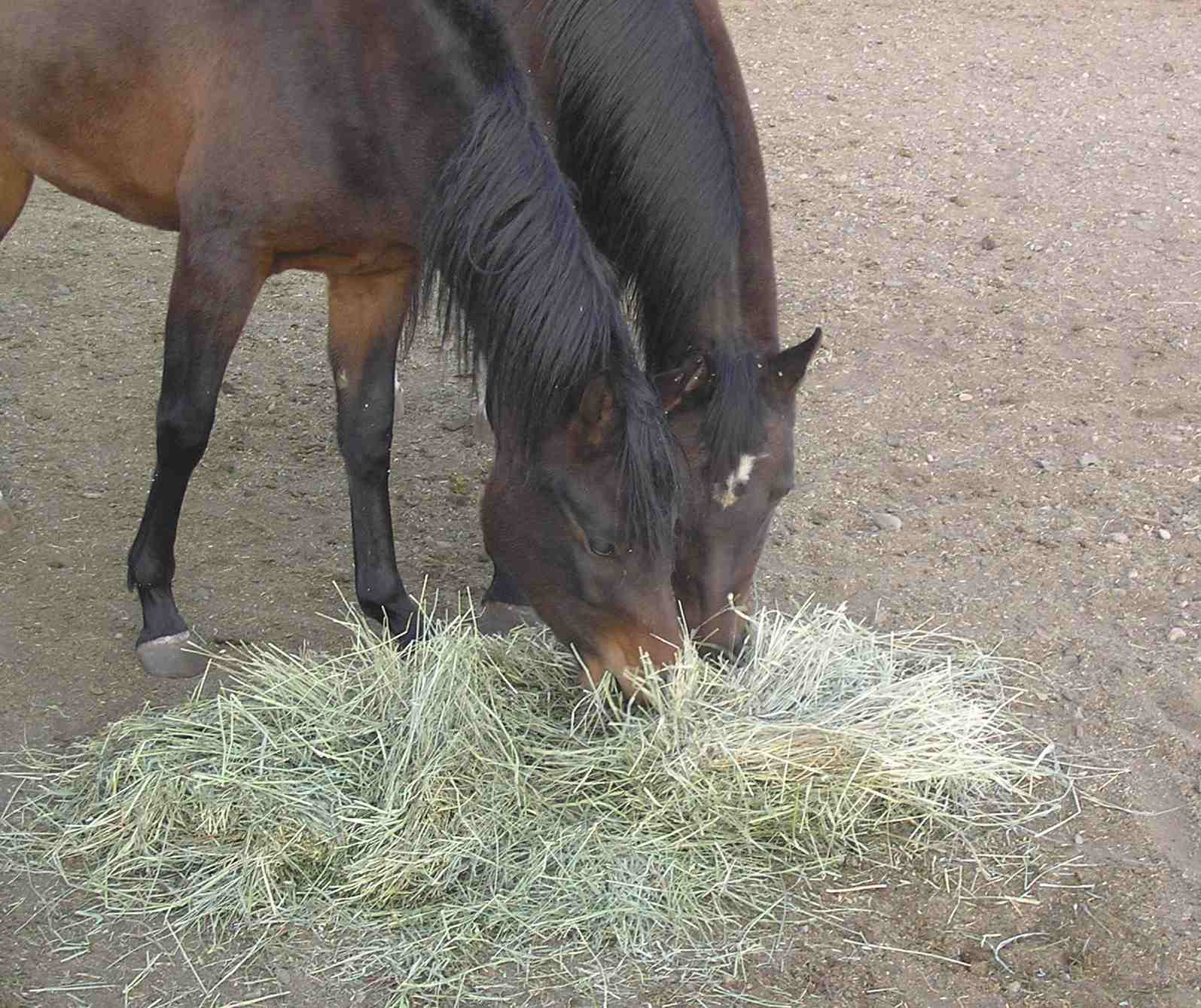
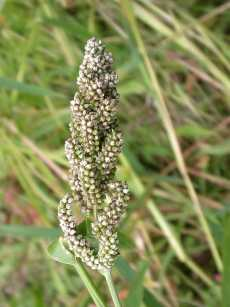

## Dottertaxa till Hönshirser, i alfabetisk ordning[1]
- Echinochloa brevipedicellata
- Echinochloa callopus
- Echinochloa chacoensis
- Echinochloa colona
- Echinochloa crus-galli
- Echinochloa crus-pavonis
- Echinochloa elliptica
- Echinochloa esculenta
- Echinochloa frumentacea
- Echinochloa haploclada
- Echinochloa helodes
- Echinochloa holciformis
- Echinochloa inundata
- Echinochloa jaliscana
- Echinochloa jubata
- Echinochloa kimberleyensis
- Echinochloa lacunaria
- Echinochloa macrandra
- Echinochloa muricata
- Echinochloa obtusiflora
- Echinochloa oplismenoides
- Echinochloa oryzoides
- Echinochloa paludigena
- Echinochloa picta
- Echinochloa pithopus
- Echinochloa polystachya
- Echinochloa praestans
- Echinochloa pyramidalis
- Echinochloa rotundiflora
- Echinochloa stagnina
- Echinochloa telmatophila
- Echinochloa turneriana
- Echinochloa ugandensis
- Echinochloa walteri